# Taisi
Taisi va ser l'esposa del Rei Wen de Zhou. Ella era una descendent de Yu el Gran, el fundador de la Dinastia Xia.